# Glenn Ashby

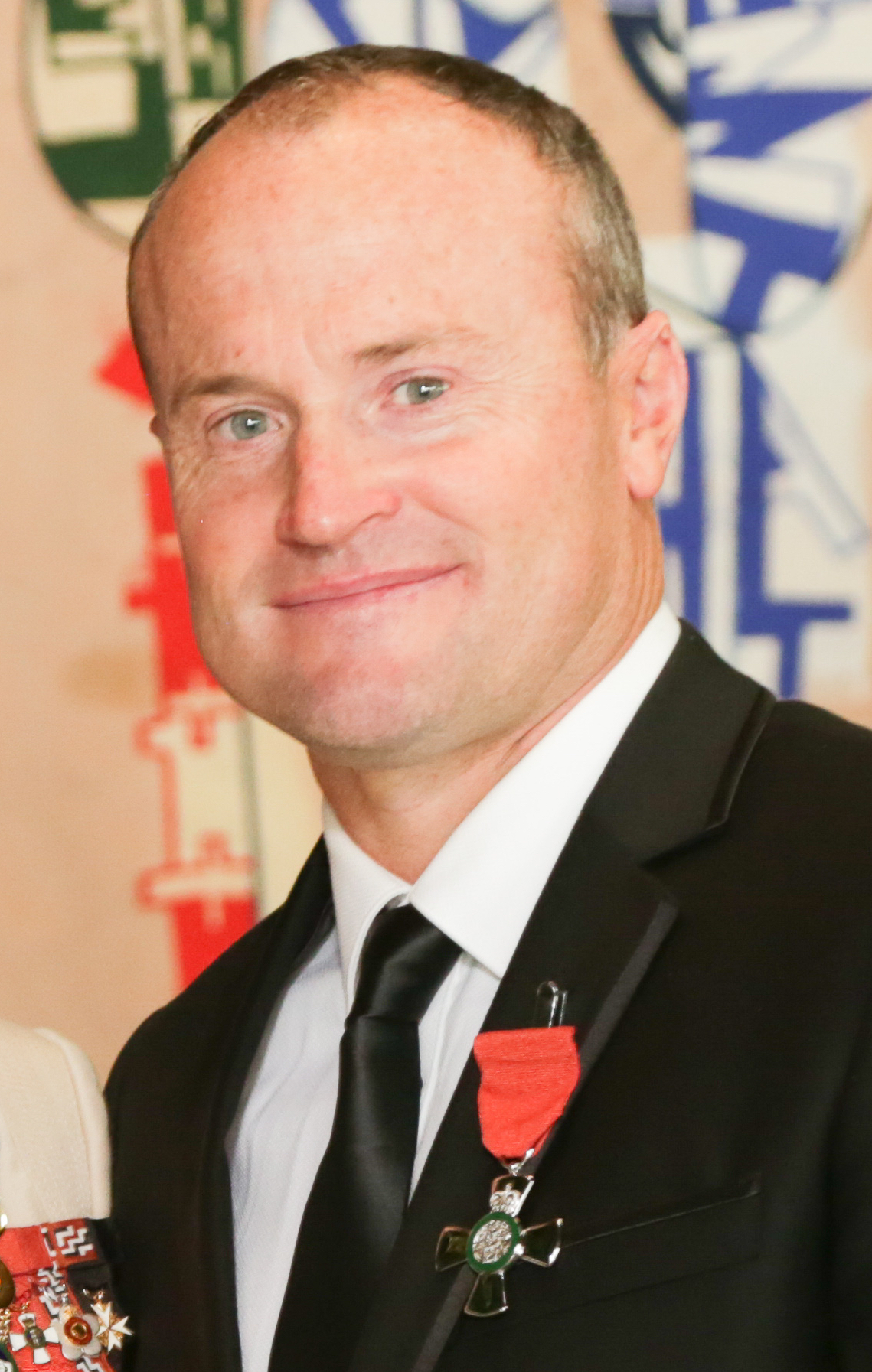
Glenn Ashby

Glenn Ashby, född den 1 september 1977 i Bendigo i Australien, är en australisk seglare.
Han tog OS-silver i tornado i samband med de olympiska seglingstävlingarna 2008 i Qingdao i Kina.